# Brassolis isthmia
Brassolis isthmia is een vlinder uit de familie Nymphalidae. De wetenschappelijke naam van de soort is voor het eerst geldig gepubliceerd in 1864 door Henry Walter Bates.